# Polypogon monspeliensis
Polypogon monspeliensis (багатоборідник провансальський) — вид рослин родини тонконогові (Poaceae). Рослина з м'яким і пухнастим суцвіттям; широко натуралізована в більшості тепло-помірних регіонів.

## Опис
Однорічна рослина. Стебла 15–130 см, колінчасто-зростаючі або стеляться, голі. Листова пластина 2–20(-25) см х 1,5–8(-11) мм. Волоті 2–14(-16) х 0,5–2 см, як правило, компактні, довгасто-еліптичні, шовковисті, біло-жовтуватого кольору. Колоски 1,4–2,4 мм. Колоски мають довгі, тонкі, білуваті ості. Зернівки ≈ 0,8×0,3 мм. 2n = 28. Цвіте з квітня по липень.

## Галерея

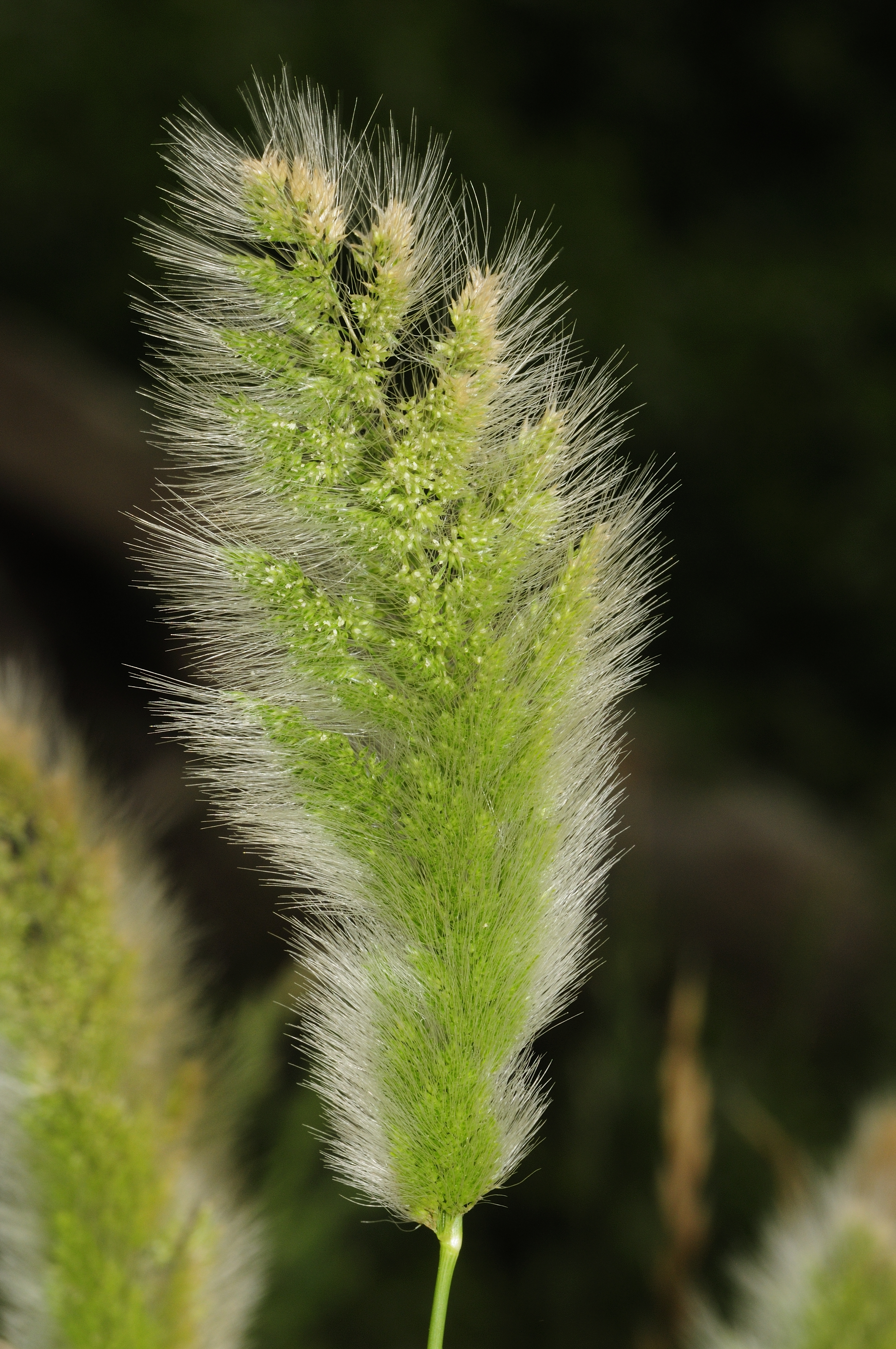
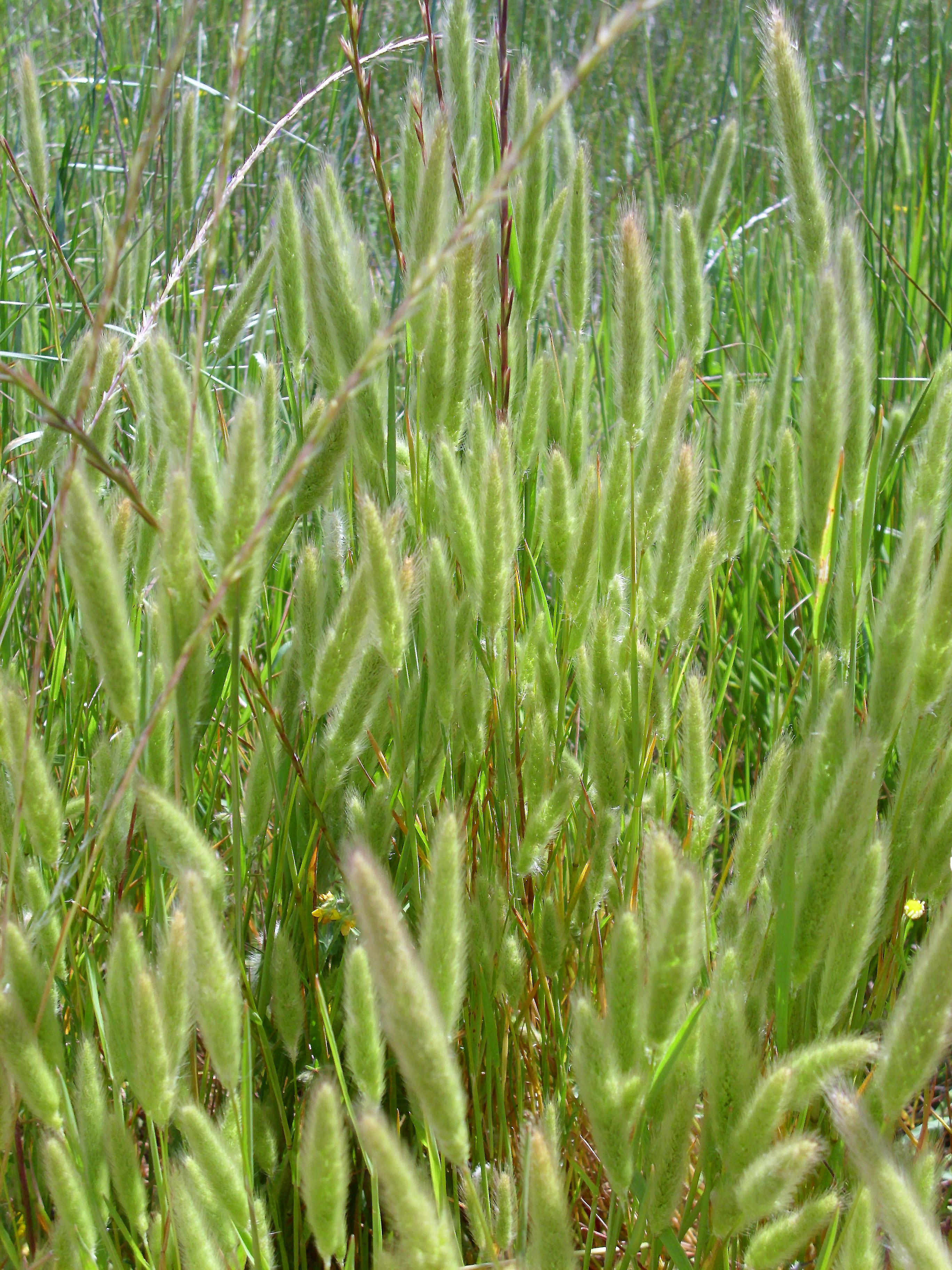
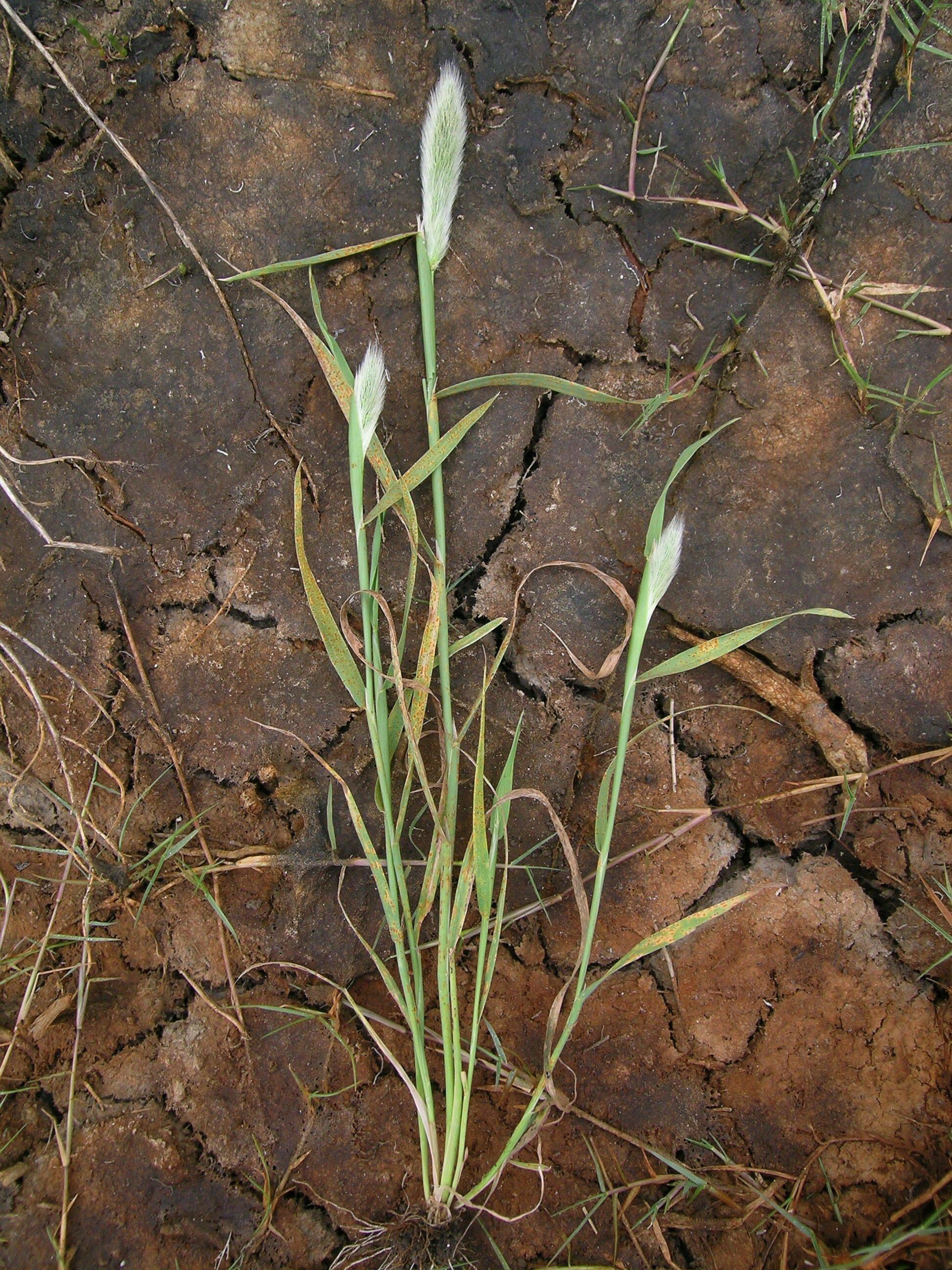

## Поширення
Африка: Алжир; Єгипет; Лівія; Марокко; Туніс; Сомалі. Азія: Афганістан; Кіпр; Єгипет — Синай; Іран; Ірак; Ізраїль; Йорданія; Ліван; Сирія; Туреччина; Казахстан; Киргизстан; Таджикистан; Туркменістан; Узбекистан; Китай (захід?); Японія — Хонсю, Кюсю, Сікоку; Індія; Непал; Пакистан; Шрі-Ланка. Кавказ: Вірменія; Азербайджан; Грузія; Росія — Передкавказзя, Дагестан; Алтай (південь), Західний Сибір (південь). Європа: Велика Британія; Україна (вкл. Крим); Албанія; Болгарія; Хорватія; Греція (вкл. Крит); Італія; Румунія; Словенія; Франція (вкл. Корсика); Португалія (вкл. Азорські острови, Мадейра); Гібралтар; Іспанія (вкл. Балеарські острови, Канарські острови). Росте на вологому ґрунті, переважно піщаному.